# Фавилли, Андреа (футболист)
Андреа Фавилли (итал. Andrea Favilli; 17 мая 1997 года, Пиза, Италия) — итальянский футболист, нападающий клуба «Дженоа», на правах аренды выступающий за «Монцу».

## Клубная карьера
Фавилли — воспитанник итальянского клуба «Ливорно». В 2014 году перешёл из академии в юношескую команду, где был замечен «Ювентусом». 2 февраля 2015 года футболист был арендован на год с правом продления аренды и выкупа.
Андреа стал играть за юношескую команду «старой синьоры». 7 февраля 2016 года игрок дебютировал в Серии А в поединке против «Фрозиноне», выйдя на замену на 90-й минуте вместо Альваро Мораты.
В июле 2016 года вернулся в «Ливорно» по окончании срока арендного соглашения.

## Карьера в сборной
Андреа — нападающий сборных Италии до 18 и 19 лет. Принимал участие в элитном отборочном раунде к чемпионату Европы 2016 года среди юношей до 19 лет. Является кандидатом на поездку в финальную часть турнира.

## Достижения
«Ювентус»
- Чемпион Италии: 2015/16